# Anthrenus seminulum
Anthrenus seminulum es una especie de escarabajo de piel del género Anthrenus, categorizada en la tribu Anthrenini, de la subfamilia Megatominae.

## Distribución
Se distribuye por África: Kenia y Sudáfrica.

## Taxonomía
Fue descrita por Arrow en 1915.